# 贾斯廷·胡布内尔
贾斯廷·胡布内尔（英語：Justin Quincy Hubner，1998年8月11日—）是出生于荷兰的印尼足球运动员，司职后卫。曾効力英超联赛俱乐部狼队。